# 무사 (2001년 대한민국 영화)
"무사"(武士, The Warriors)는 김성수 감독의 영화이다. 개봉당시 미국의 911테러와 탄저균 테러사태가 확산됨에 임하여 그 영향으로 영화는 흥행몰이에 실패하여 일각엔 불운의 명작으로 손꼽히고 있다.

## 출연
- 정우성 : 여솔 역
- 안성기 : 진립 역
- 장쯔이 : 부용 역
- 주진모 : 최정 역
- 박용우 : 박주명 역
- 우영광 : 탐불화 역
- 이두일 : 지산 역
- 유해진 : 도충 역
- 정석용 : 장하암 역
- 한영목 : 황단생 역
- 박정학 : 정가남 역
- 허기호 : 순천용 역
- 장옥해 : 쿠쿠테무르 역
- 곽이사 : 토윈테무르 역
- 손병욱 : 용호군역
- 심재원 : 용호군역
- 이홍표
- 지중현 : 용호군역
- 김광석 : 용호군역
- 김상원
- 박상욱
- 정미남 : 용호군역
- 장기
- 조귀영
- 정춘우
- 유걸
- 왕개 : 허대심 역
- 진이연 : 유란 역
- 박아남 : 실성노파 역
- 구준 : 양청 역
- 김영민 : 장철 역
- 황광학
- 가건명
- 남국
- 마휘
- 목회위
- 왕문승
- 조중화
- 손녕
- 진복생 : 독면로 역
- 양보산
- 낙이포
- 몽화
- 강개
- 장이화
- 도이길
- 소아달협
- 조복순
- 조운
- 하기엽락도
- 최현기
- 이명산
- 위국강
- 승격인흠
- 왕욱
- 손월
- 유국광
- 유병
- 마지용
- 황병국
- 신병국
- 이원준
- 최정화
- 유신의
- 주자봉
- 황취재
- 노빙화
- 유용
- 오립군
- 복건국
- 장정원
- 이창진
- 고유신
- 진문치
- 조희
- 진영
- 장혜
- 곽계
- 양리
- 진문룡 : 동승 역
- 이태만 : 인도 무사 역
- 엽이강 : 색목인 두령 역
- 곽나극배
- 유보
- 열리목강
- 파리
- 아포사열의목
- 의마목
- 의명
- 애력
- 오파이
- 장만고
- 왕영진
- 이암
- 동장생
- 채송해
- 유중화
- 조소명
- 채조선
- 이근
- 정금화
- 고탁정
- 왕난근
- 주근
- 왕정정
- 유초아
- 조행운
- 역전
- 역봉
- 윤금성
- 유효당
- 사산천
- 진산
- 오덕양
- 맹위국
- 이상국
- 진보거
- 송재호 : 이지헌 역 (특별출연)